# ریبرا
ریبرا (به ایتالیایی: Ribera) یک کومونه در ایتالیا است که در استان آگریجنتو واقع شده‌است.

## خصوصیات
ریبرا ۱۱۸٫۶۷ کیلومترمربع مساحت و ۱۹٬۶۰۱ نفر جمعیت دارد و ۲۲۳ متر بالاتر از سطح دریا واقع شده‌است.

## خواهرخوانده
شهر الیزابت، نیوجرسی خواهرخواندهٔ ریبرا هست.